# 張又新
張 又新（ちょう ゆうしん、生没年不詳）は、唐代の官僚。字は孔昭。本貫は深州陸沢県。

## 経歴
工部侍郎の張薦の子として生まれた。幼くして文章に巧みで、附会を得意とした。元和年間、進士に及第し、左補闕・右補闕を歴任した。長慶年間、宰相の李逢吉に仕えた。李逢吉は翰林学士の李紳が穆宗に信任されていることから、これを憎んでいた。又新は李続之や劉栖楚らとともに李逢吉の子飼いである「八関十六子」のひとりとして、李紳を陥れるべく画策した。長慶4年（824年）、穆宗が死去し、敬宗が即位すると、又新は李紳と対立したことから、端州司馬に左遷された。まもなく祠部員外郎となった。
宝暦3年（827年）、李逢吉が山南東道節度使として出向すると、又新はその下で節度副使となった。大和元年（同年）、李逢吉が宰相を退任し、裴度の弾劾を受けると、又新は連座して汀州刺史に左遷された。李逢吉が致仕すると、又新は李訓に仕えた。刑部郎中となり、申州刺史に転じた。大和9年（835年）、李訓が甘露の変で処断されると、又新はまた左遷された。のちに左司郎中として死去した。

## 伝記資料
- 『旧唐書』巻149 列伝第99
- 『新唐書』巻175 列伝第100